# Amylosporus wrightii
Amylosporus wrightii är en svampart som beskrevs av Rajchenb. 1983. Amylosporus wrightii ingår i släktet Amylosporus och familjen Bondarzewiaceae.   Inga underarter finns listade i Catalogue of Life.